# Persona 5 Tactica
Persona 5 Tactica (ペルソナ5 タクティカ, Perusona Faibu Takutika) est jeu vidéo de genre tactical RPG, développé par P-Studio et édité par Sega, sorti le 17 novembre 2023 sur Nintendo Switch, PlayStation 4, PlayStation 5, Xbox One, Xbox Series X/S et Windows.
Le jeu est un spin-off de la série Persona, elle-même dérivée de la franchise Megami Tensei.
Persona 5 Tactica se déroule parallèlement aux événements de Persona 5 (2016), mettant en scène les Voleurs Fantômes de Cœurs qui sont transportés dans un monde alternatif en proie à la guerre et à l'oppression, ce qui les pousse à s'allier à un groupe de combattants pour la liberté connu sous le nom de Rebel Corps afin d'organiser une révolution contre les tyranniques Légionnaires.
Le gameplay reprend les conventions classiques des jeux de rôle stratégiques, notamment la navigation sur grille, un système d'affinités d'armes et des combats au tour par tour, tout en utilisant plusieurs mécanismes de jeu classiques de la série, tels que l'invocation et la fusion de Persona, et les affinités élémentaires.
Persona 5 Tactica est né de la volonté d'Atlus de créer un jeu de rôle tactique dans le cadre de la série Persona, en s'appuyant sur les expériences passées de l'éditeur avec des jeux de style similaire, ainsi que sur la corrélation entre le genre et l'univers établi de Persona 5.

## Trame
Pendant les événements de Persona 5, les Voleurs Fantômes de Cœurs se retrouvent soudainement déplacés dans un monde alternatif, inspiré de l'Europe médiévale, lors d'une banale rencontre au Café LeBlanc, avant que les membres les plus âgés de l'équipe ne soient diplômés de l'Académie Shujin.
Ils entrent rapidement en contact et forment une alliance avec Erina, la chef d'un groupe de combattants pour la liberté connu sous le nom de Rebel Corps. Ils lui promettent de l'aider à organiser un coup d'état et à libérer ce monde de la domination autoritaire des Légionnaires, tout en recherchant la vérité sur ses origines mystérieuses,.

## Système de jeu
Persona 5 Tactica est un jeu de rôle tactique dans lequel le joueur contrôle un groupe de trois personnages maximum sur une carte quadrillée peuplée d'unités ennemies, qu'il affronte directement en lançant des combats au tour par tour.
Les unités alliées qu'un joueur peut emmener au combat comprennent les membres principaux des Voleurs Fantômes de Cœurs, ainsi que la chef du Rebel Corps, Erina.
Les personnages peuvent se mettre à couvert au cours de la bataille pour réduire la quantité de dégâts qu'ils subissent, ou les bloquer. À tout moment, pendant qu'ils naviguent sur la grille, les personnages peuvent faire des actions ou terminer leur tour plus tôt que prévu pour bénéficier d'un effet bénéfique au tour suivant.
Les personnages peuvent effectuer des attaques physiques rapprochées pour pousser les ennemis autour de la grille. Les attaques avec des armes à feu des personnages peuvent toucher les ennemis à distance, et certains personnages peuvent toucher plusieurs ennemis d'un seul coup.
Les Voleurs Fantômes peuvent invoquer leurs Personas pendant les affrontements, ce qui leur permet d'utiliser une variété de compétences au moyen de points de compétence.
À l'instar du système de combat de Persona 5, les compétences ont des affinités élémentaires différentes, mais dans Tactica, les différents éléments peuvent forcer les ennemis à se déplacer dans la zone de diverses manières.
Lorsqu'un personnage attaque un ennemi qui n'est pas à couvert, l'ennemi est mis hors de combat et le personnage bénéficie d'un tour supplémentaire pour choisir une action. Si au moins une unité ennemie a été mise à terre et qu'elle est entourée d'unités alliées en formation triangulaire sur la grille, le joueur est incité à lancer une attaque spéciale "Triple Menace" qui inflige d'importants dégâts à tous les ennemis se trouvant dans le triangle.
Le joueur peut collecter des Personas supplémentaires et les équiper sur n'importe lequel des personnages en tant que sous-Personas afin de garantir de compétences supplémentaires. Ces Personas sont obtenus en récompense d'un combat ou en fusionnant plusieurs Personas ensemble.

## Développement
Persona 5 Tactica est annoncé lors du Xbox Games Showcase en juin 2023. Pour coïncider avec la révélation du jeu, Famitsu publie une série d'entretiens avec plusieurs membres de l'équipe impliqués dans le jeu. La première, menée avec le réalisateur Naoya Maeda, le producteur Kazuhisa Wada et le producteur commercial Atsushi Nomura, révèle des détails sur la motivation derrière la création d'un jeu de stratégie sur le thème de Persona, Wada remarquant le potentiel de Tactica pour « étendre les possibilités de la série », en plus de son désir personnel de raconter une nouvelle histoire avec les personnages de Persona 5. Maeda  parle également de l'accessibilité du jeu pour les joueurs occasionnels qui ne sont pas aussi familiers ou compétents avec les jeux de rôle stratégiques, soulignant la facilité de voir les avantages et les faiblesses des alliés et des ennemis à travers leurs positions sur les grilles de combat.
Lyn Inaizumi, chanteuse de Persona 5, apporte de nouveaux thèmes à la musique du jeu, composée par Toshiki Konishi, membre de l'équipe audio d'Atlus. Konishi a utilisé des paroles et des riffs similaires dans toute la bande-son du jeu pour que les chansons « se sentent connectées » les unes aux autres. La musique de combat du jeu est conçue pour ne pas être trop entraînante afin que les joueurs ne soient pas distraits.
Wada déclare que le désir de produire Tactica vient de l'absence d'un jeu basé sur la tactique dans la série Persona, malgré l'expérience d'Atlus dans la production de jeux de ce genre, y compris Devil Survivor (2009) et Devil Survivor 2 (2011). Nomura partag ce sentiment, estimant que les traits caractéristiques et les éléments de gameplay associés aux Voleurs Fantômes de Cœurs, tels que la furtivité et l'observation du comportement de l'ennemi à partir de positions stratégiques, correspondent au genre, en donnant un exemple de carte avec des différences de hauteur entre les unités ennemies et les unités alliées. Il explique : « en déplaçant directement le personnage, vous pouvez trouver des endroits où il est difficile d'être attaqué ou facile de se coordonner avec d'autres. Ainsi, vous développerez des stratégies avant même de vous en rendre compte ». Plus tôt dans le développement, avant que la refonte des personnages ne soit finalisée, l'équipe utilise les modèles des membres des Voleurs Fantômes de Persona Q2: New Cinema Labyrinth (2019) lors du prototypage du jeu avant de décider de la direction artistique. Cependant, malgré les similitudes de style artistique avec les jeux Persona Q, la conceptrice de personnages Hanako Oribe estime que la décision de conserver les proportions originales des personnages dans d'autres apparitions, tout en mettant davantage l'accent sur l'exagération de leurs mains et de leurs pieds, donne un aspect qui rappelle davantage les bandes dessinées.

## Commercialisation
Le 8 novembre 2023, le jeu est accidentellement publié sur Steam avant d'être corrigé environ 20 minutes plus tard bien qu'il soit entièrement jouable pour ceux qui l'ont téléchargé durant cette période.
Persona 5 Tactica est sorti sur Nintendo Switch, PlayStation 4, PlayStation 5, Xbox One, Xbox Series et Windows, le 17 novembre 2023. Le jeu est aussi lancé sur Xbox Game Pass,. En plus de l'édition standard, une édition numérique « deluxe » est disponible, regroupant le jeu de base avec des extras dans le jeu et un accès immédiat au chapitre disponible en contenu téléchargeable au premier jour de sortie du jeu, intitulé Repaint Your Heart.

### Contenu téléchargeable additionnel
Le jeu est sorti avec des DLC supplémentaires. Les premières copies imprimées de Persona 5 Tactica sont préchargées avec deux Personas supplémentaires que le Joker peut utiliser en combat, Izanagi Picaro et Orpheus Picaro. Un scénario supplémentaire intitulé Repaint Your Heart est mis à disposition dès le premier jour, à la fois en tant que standalone et inclus dans l'édition numérique « deluxe » du jeu. Ce chapitre introduit une nouvelle intrigue mettant en scène les personnages Goro Akechi (en) et Kasumi Yoshizawa (en) de Persona 5 et Persona 5 Royal, ainsi que des éléments de combat inédits,.

## Accueil
Persona 5 Tactica reçoit des avis « généralement favorables » de la part des critiques, selon le site web d'agrégateur de critiques Metacritic,,.
Les critiques apprécient globalement les thèmes du jeu de la rébellion contre l'oppression, alors que RPGFan et Polygon estiment respectivement que l'exécution « sonne creux » et se résume à « emprunter une voie sûre »,.